# العلوم والتقانة في أوروبا

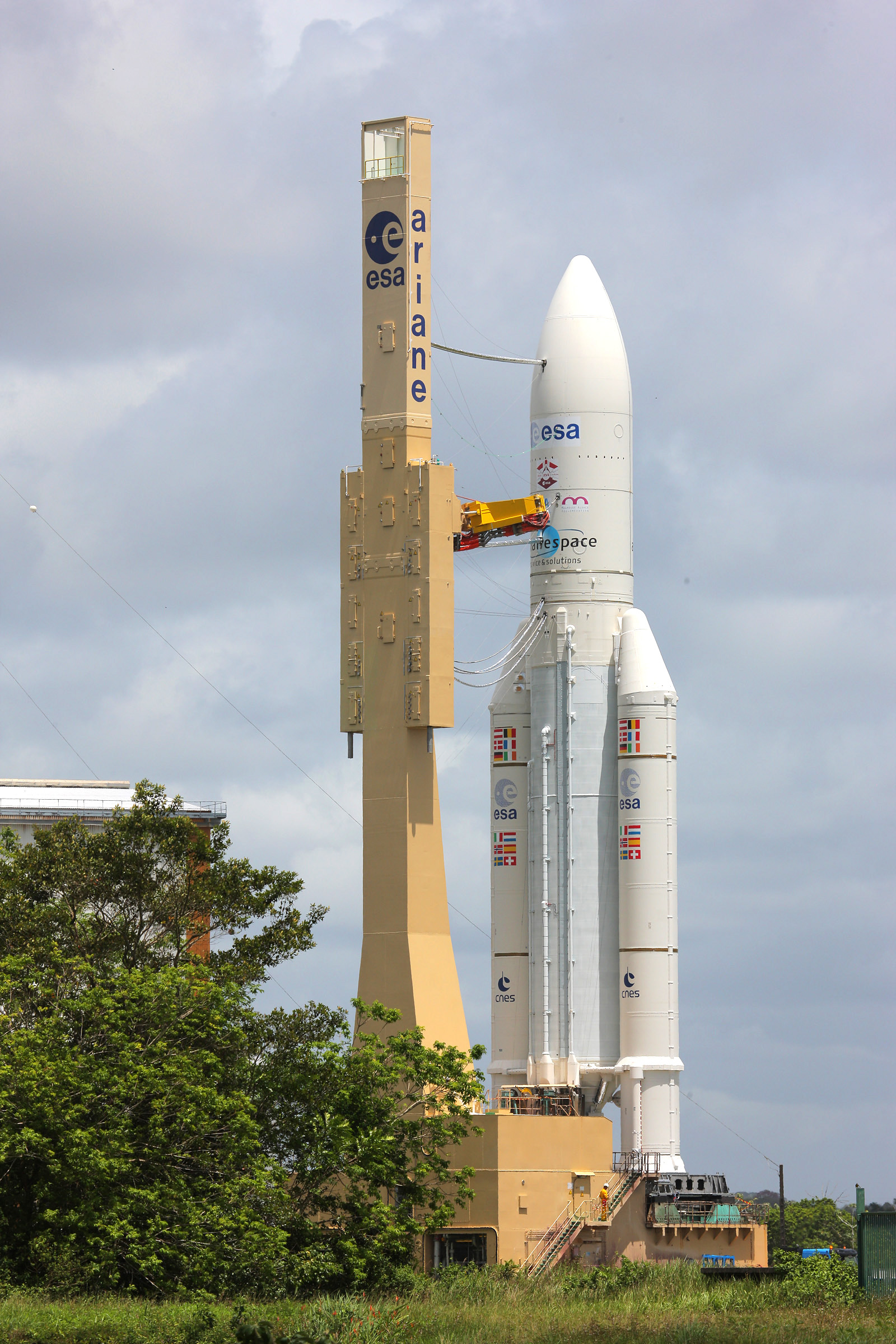
صاروخ فيغا الأوروبي.

العلوم والتقانة في أوروبا ذات تأثبر كبير على تاريخ العلوم حيث أنّ إنجازات أوروبا في مجال العلوم والتقانة كانت هامة وكبيرة جداً وجهود البحث والتطوير تشكل جزءا لا يتجزأ من الاقتصاد الأوروبي. أوروبا كانت مسقط رأس لأبرز الباحثين في مختلف التخصصات العلمية، وبخاصًة الفيزياء، الرياضيات، الكيمياء والهندسة. وتدعم البحثَ العلمي في أوروبا الصناعةُ بالجامعات الأوروبية وعدةُ مؤسسات علمية. الناتج الخام للبحث العلمي من أوروبا تأتي بإستمرار وتصنف بثبات من بين أفضل في العالم.
تحصّل الأوروبيين القاطنين في 28 دولة في الاتحاد الأوروبي على 462 جائزة نوبل في مختلف التصنيفات في حين تحصل مجمل الأوروبيين على 526 أوروبي جائزة نوبل. تأتي المملكة المتحدة في مقدمة الدول الأوروبية المحصلة على جائزة نوبل مع 123 جائزة، تليها ألمانيا مع 105 جائزة، وفرنسا 61 جائزة، وسويسرا 25 جائزة وروسيا 23 جائزة. وتحتل ألمانيا المرتبة الأولى في أوروبا من حيث عدد براءات الاختراع المسجلة. يُذكر أيضًا أنّ خمسة دول أوروبيّة تتربع قائمة أكثر عشرة دول العالم تطورًّا في مجال التقانة والتقنية العالية.

## لمحة تاريخية

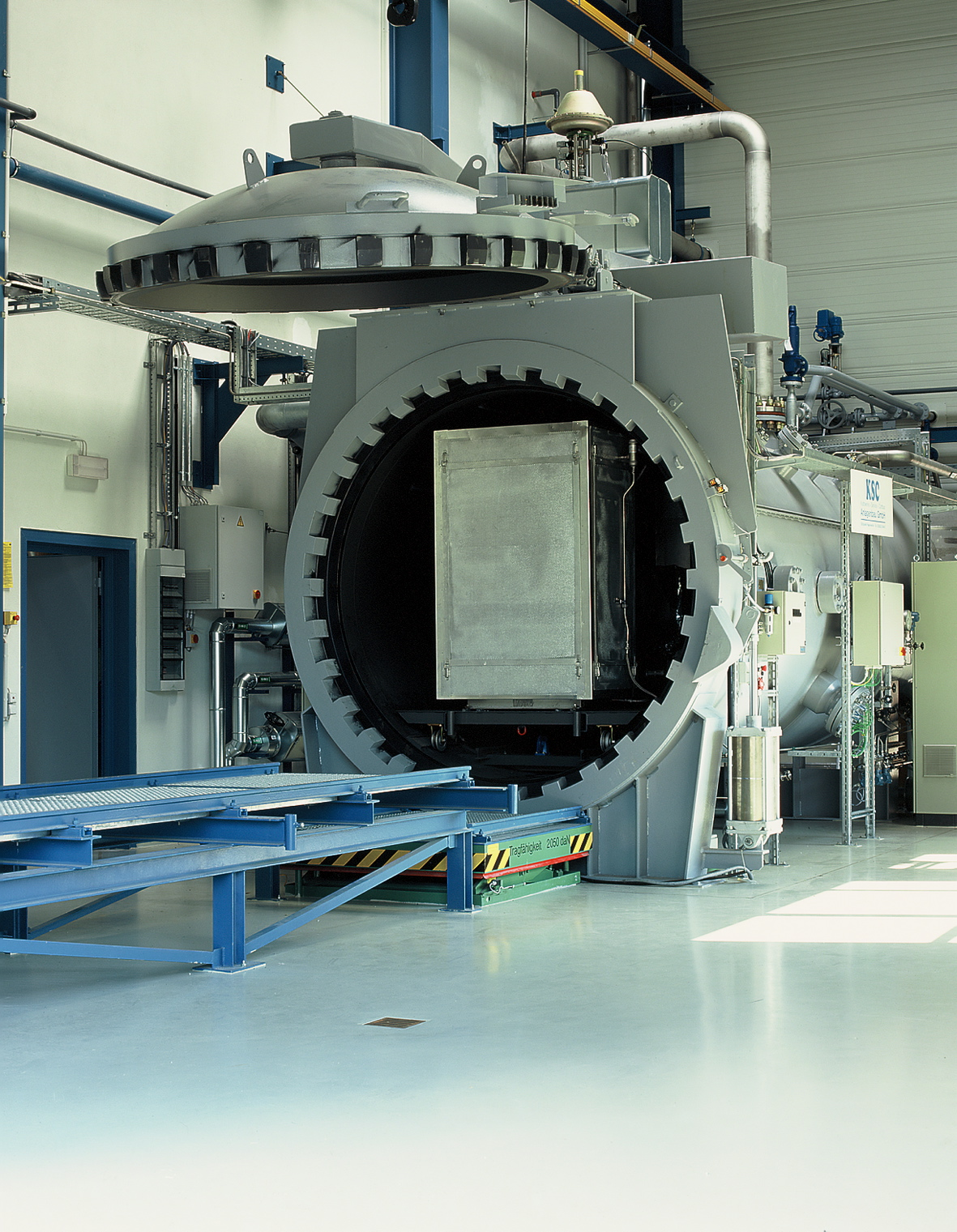
تجربة في مركز أبحاث دريسدن.

على الرغم من أن الاتحاد الأوروبي أُسِّس في عام 1958، الا أنّ تقليد للبحوث العلمية في أوروبا هو أقدم من ذلك بكثير ويمكن أن ترجع إلى اليونان القديمة والثورة العلمية، تعتبر أوروبا موطن لبعض من أقدم جامعات العالم، مثل جامعة بولونيا، مع أنها تعتبر من أقدم الجامعات الأوروبية أنما كانت في ذلك الوقت تتمحور حول الفلسفة وعلم اللاهوت وأقل تركيزاً على ناحية العلم.
كانت أوروبا مهد العديد من العقول العلمية البارزة عبر القرون. من بينها وربما الأكثر شهرة في التاريخ، العديد من الأوروبيين عبر التاريخ سجلوا إسهامات كبيرة في تطوير العلوم والرياضيات من العصور الوسطى إلى اليوم. كما برزوا وعملوا كافة في حقول العلوم من الطب والفيزياء والكيمياء والاختراعات، ويعتبر عدد من العلماء الأوروبيين آباء لحقول علمية عديدة، بما في ذلك، ولكن ليس على سبيل الحصر، الفيزياء الحديثة، والصوتيات، وعلم المعادن، والكيمياء الحديثة، وعلم التشريح الحديث، الطبقات، علم الجراثيم، وعلم الوراثة والهندسة التحليلية، وعلم الكون الفيزيائي. اختراعات العلماء الأوروبيين تشمل أول آلة صناعية الغزل وأول حاسب آلي وأول جهاز حاسوب وشبكة الإنترنت العالمية جنباً إلى جنب مع إتش تي تي بي 404 ولغة رقم النص الفائق، وأول عملية نقل دم بشري ناجحة، والمكنسة الكهربائية، وآلة تهذيب الحشائش، وحزام الأمان والحوامات، والمحركات الكهربائية، والميكروفون، والمحرك البخاري، والبطارية، وسماعة الطبيب، والآلة الحاسبة الميكانيكية، والمرحاض، وحمامات الشامبو، والساونا والبيديه، وفرشاة الأسنان، وطريقة بريل، والميكانيكية طباعة الحروف المتحركة، وبندول فوكو، ونظريات مثل نظرية داروين في التطور، والنظرية الذرية. وطور نيوتن أفكار الجاذبية الكونية، ميكانيكا نيوتن، وحساب التفاضل، وقانون المرونة الخاص بروبرت هوك والمسمى باسمه. تشمل الاختراعات الأخرى صفيحة حديد السكك الحديدية، وتعبيد الطرق، والشريط المطاطي، ومصيدة الفئران، وجهاز سلامة «عين القطة» على الطرق، وتطوير وصلة المصباح الساطع، القاطرات البخارية، وثقابة البذور، والمحركات النفاثة، والعديد من التقنيات الحديثة والتقانات المستخدمة في الهندسة الدقيقة. تمت تسمية العديد من وحدات كهربائية. كما يقول الخبراء أن المفهوم الأول لالنظام المتري اخترعه الإنجليزي جون ويلكنز، السكرتير الأول للجمعية الملكية في عام 1668.

## علماء أوروبيون
تشمل الشخصيات اليونانية البارزة في ميدان العلوم: أرخميدس، وبطليموس وإقليدس. ومن الشخصيات الإيطالية: ليوناردو دا فينشي، وغاليليو غاليلي، وإنريكو فيرمي، وجيوفاني دومينيكو كاسيني، وأليساندرو فولتا، ولاغرانج وفيبوناتشي، ولادزارو سبالانساني، وكاميلو غولجي وغولييلمو ماركوني. ومن الشخصيات البريطانية البارزة في ميدان العلوم والرياضيات: السير إسحاق نيوتن، ومايكل فاراداي، وروبرت هوك، وروبرت بويل، وجوزيف بريستلي، وجيمس وات، وطومسون، وتشارلز باباج، وتشارلز داروين، وستيفن هوكينغ، وكريستوفر رن، وآلان تورنغ، وفرانسيس كريك، وجوزف ليستر، وتيم بيرنرز لي، وأندرو وايلز وريتشارد دوكينز. ومن الشخصيات الألمانية: ألبرت أينشتاين، ويوهانس كيبلر، ويوهان غوتنبرغ، وماكس بلانك، وكارل بنز وغوتفريد لايبنتس. ومن العلماء الروس: إيفان بافلوف، وديميتري مندلييف، وإيليا ميتشنيكوف، ونيكولاي لوباتشيفسكي، وميخائيل لومونوسوف، وألكساندر بوبوف، وإيغور سيكورسكي وسيرجي كوروليوف. ومن العلماء الأرمن: إميل أرتين وفيكتور أمبارتسوميان. ومن العلماء الفرنسيين: ألبير جاكار، ولوك مونتانييه، وجاك لاكان، وبيار كوري، وليون فوكو، وجان باتيست لامارك، ولورن دالمبير، ودنيس ديدرو، وبليز باسكال، ورينيه ديكارت، وسادي كارنو، ولوي باستير، وأنطوان لافوازييه، وبيير دي فيرما وبيار أبيلار. ومن العلماء البولنديين: نيكولاس كوبرنيكوس، وإغناسي لوكاسيفيتش وماري كوري. ومن العلماء المجريين: إدوارد تيلر وجون فون نيومان. ومن العلماء النمساويين: لودفيغ بولتزمان، وسيغموند فرويد وكورت غودل. ومن العلماء الإسكتلنديين والإيرلنديين: لورد كلفن، وروبرت بويل ووليم روان هاملتون. ومن العلماء الإسبان: سانتياغو رامون إي كاخال. ومن العلماء السويديين: ألفرد نوبل وأندرس سلزيوس. ومن العلماء الدنماركيين: نيلس بور. ومن العلماء الصرب: نيكولا تسلا، ومیهاجلو بابین وميلانكوفيتش. ومن العلماء السويسريين: كارل يونغ.

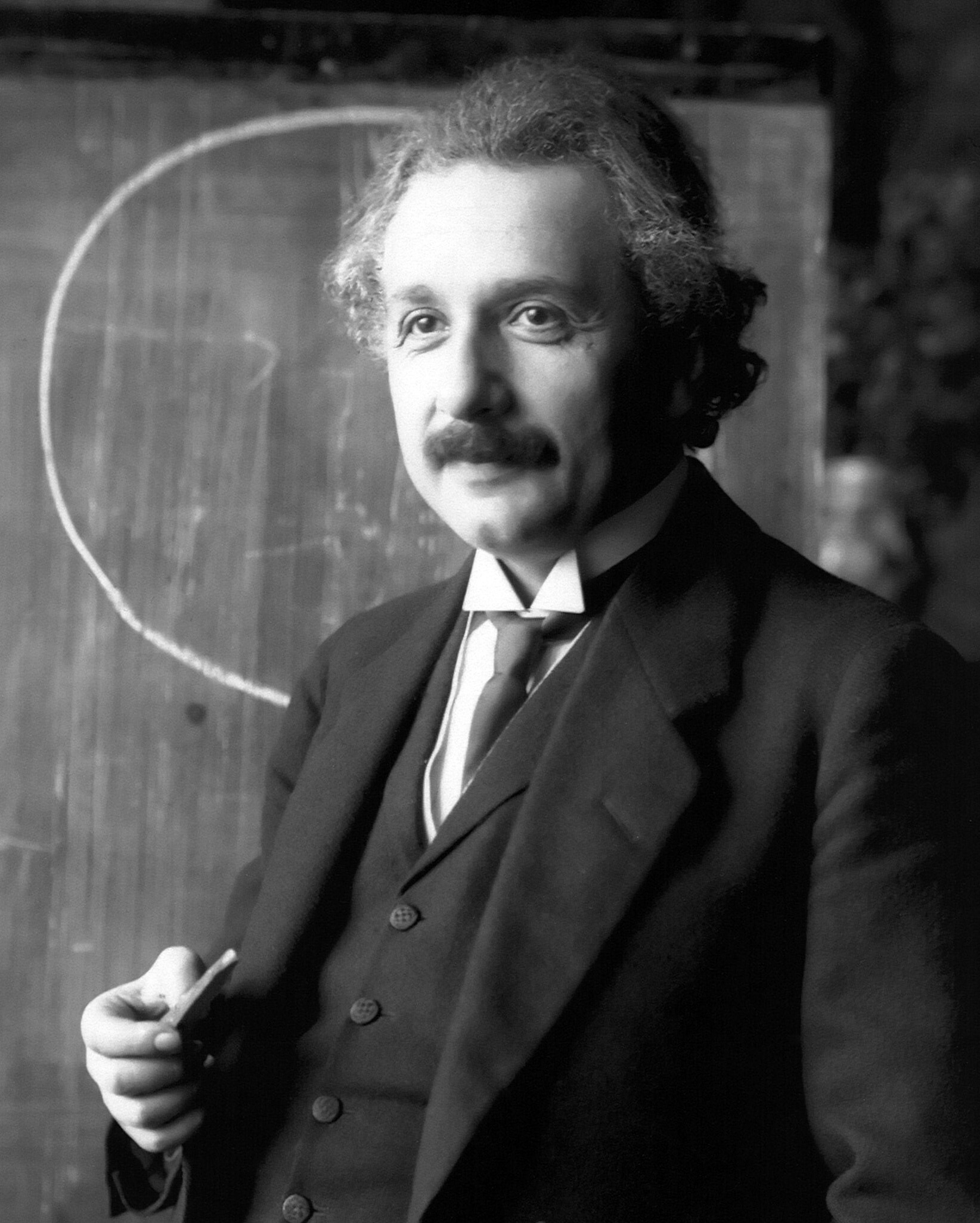
ألبرت أينشتاين
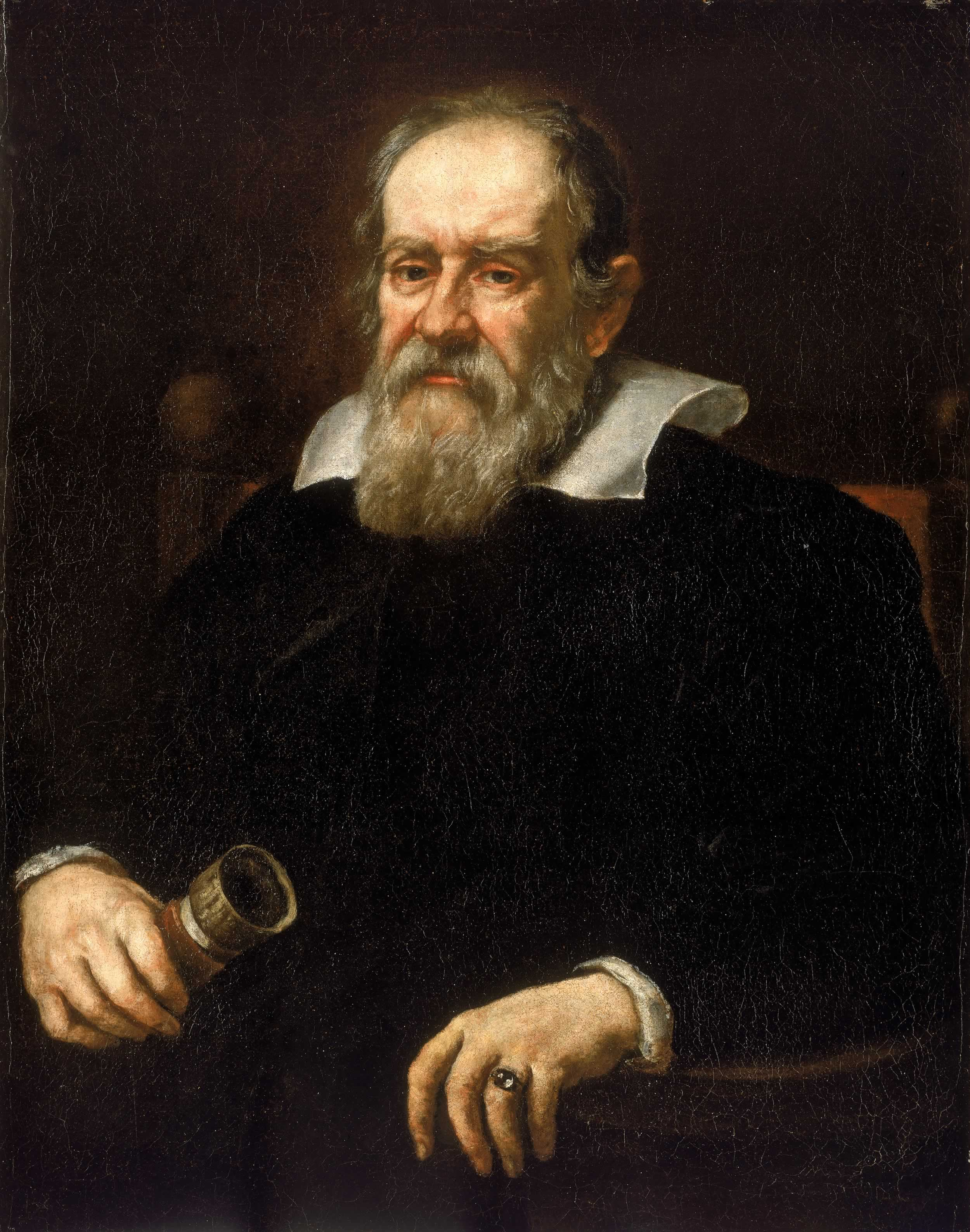
غاليليو غاليلي
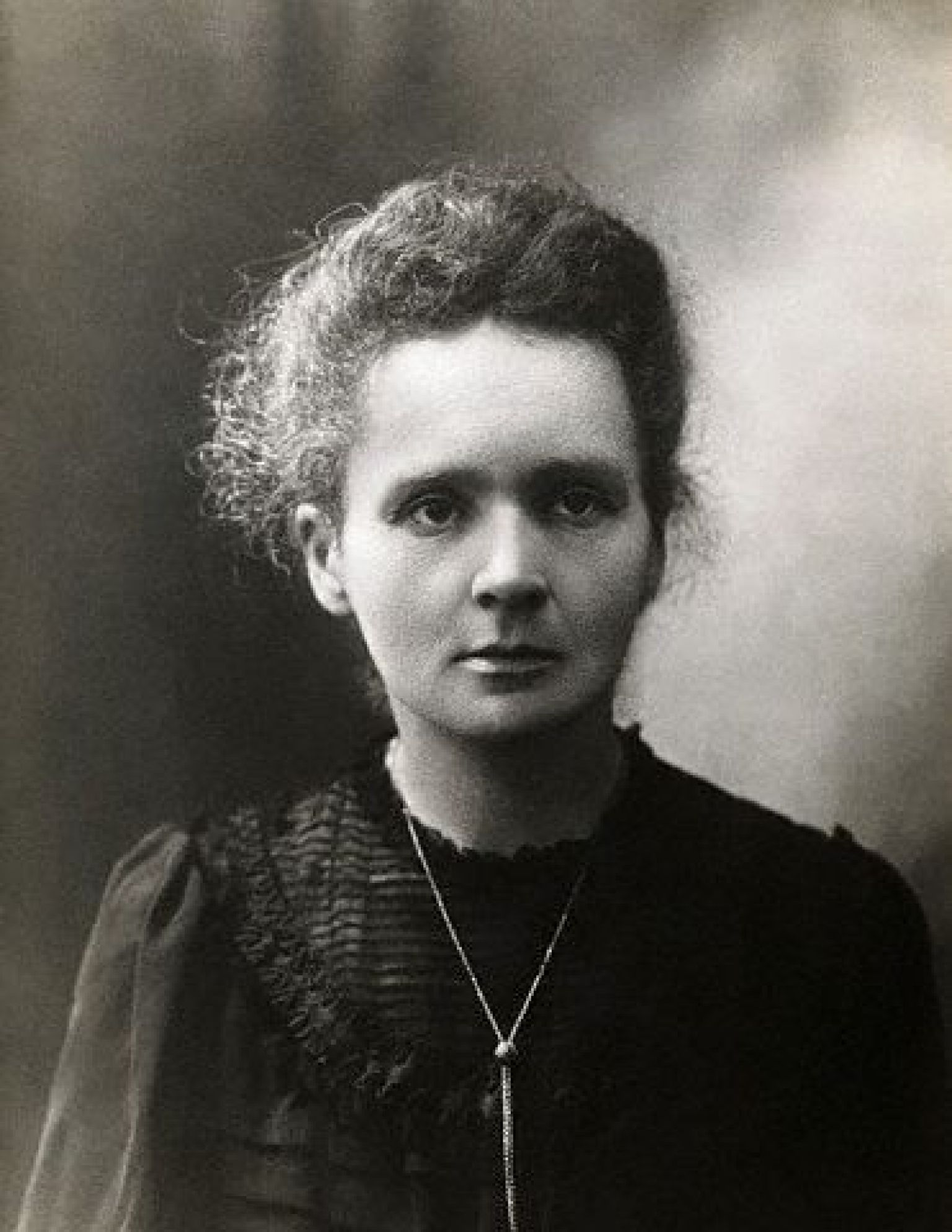
ماري كوري
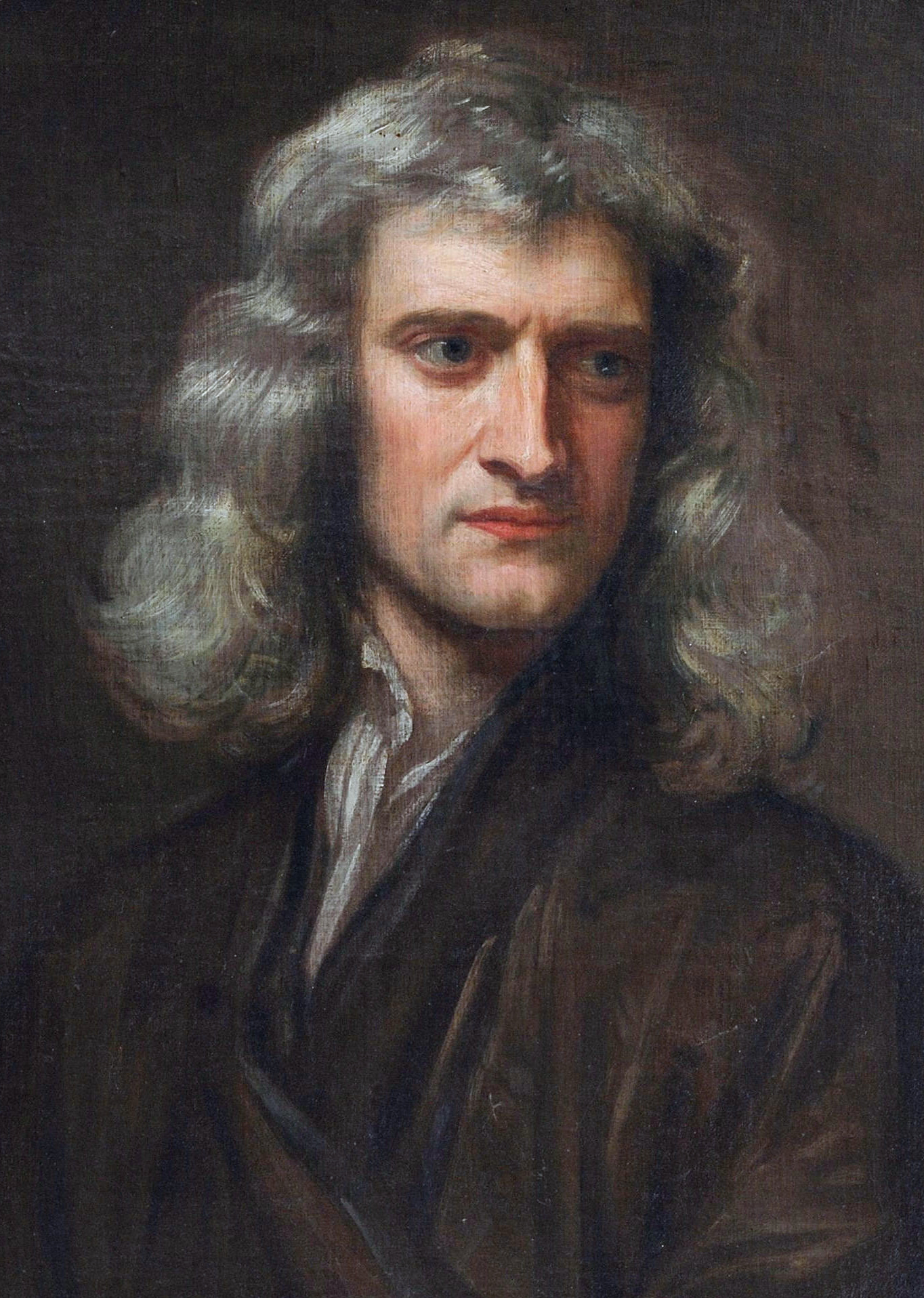
إسحاق نيوتن
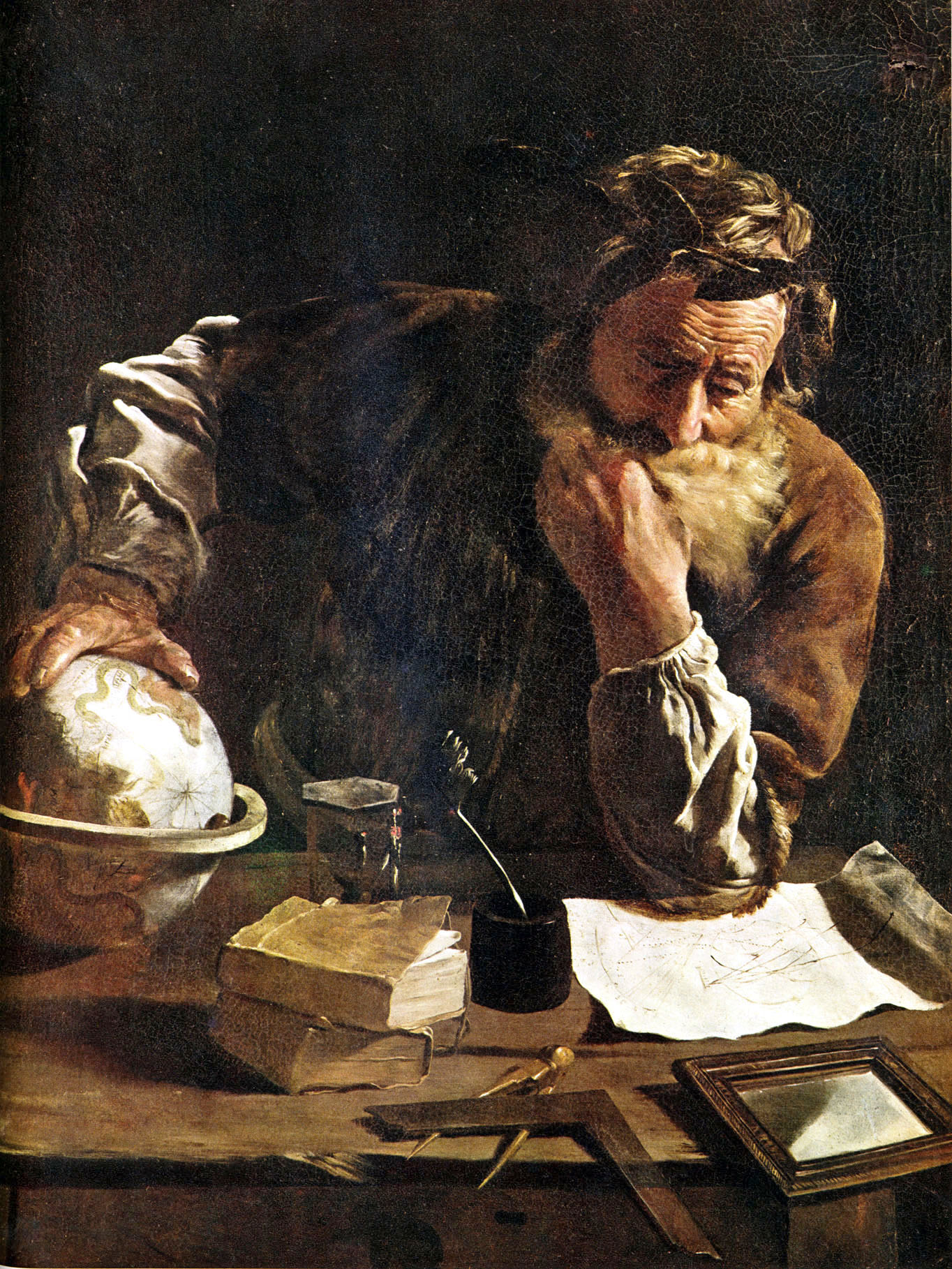
أرخميدس

## المؤسسات

### المؤسسات الجامعية

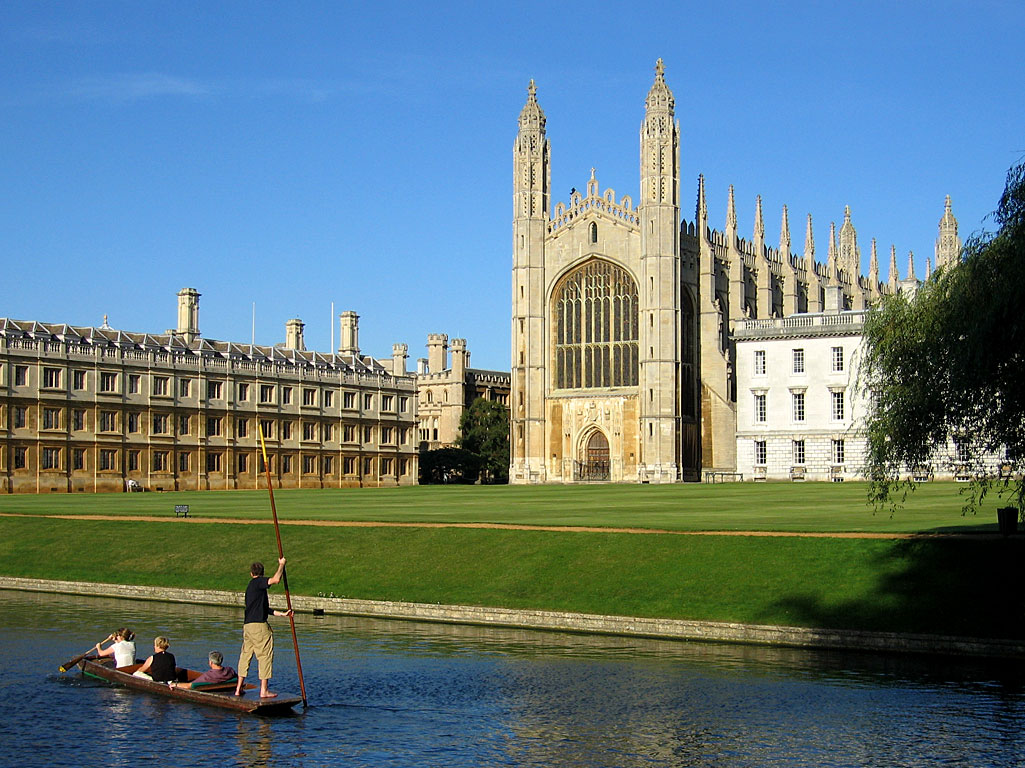
جامعة كامبريدج إحدى أعرق جامعات أوروبية.

تعود عمومًا الجامعة كمؤسسة للتعليم العالي إلى القرون الوسطى ويشير الباحثين إلى كون الجامعة القرطوسية ذات جذور مسيحية. فقبل قيامها رسميًا، عملت العديد من الجامعات في العصور الوسطى لمئات السنين كمدارس المسيحية ومدارس رهبانية، وعلّم فيها الرهبان والراهبات، كذلك تعتبر منح الشهادة الجامعية بعد إنهاء التعليم نتاج مسيحي. ويرى المؤرخ جيفري بلايني أن الجامعة أصبحت سمة مميزة للحضارة المسيحية.
أوائل الجامعات التي أرتبطت بالكنيسة الكاثوليكية بدأت كمدرسة كتدرائية أو مدرسة رهبانية ثم سرعان مإنفصلت مع زيادة عدد الطلاب ومن هذه الجامعات كانت جامعة بولونيا، جامعة باريس، جامعة أوكسفورد، جامعة مودينا، جامعة بلنسية، جامعة كامبردج، جامعة سالامانكا، جامعة مونبلييه، جامعة بادوفا، جامعة تولوز، جامعة نيو اورليانز، جامعة سيينا، جامعة بودابست، جامعة كويمبرا، جامعة روما سابينزا وجامعة جاجيلونيان في كراكوف وشغل نسبة كبيرة من رجال الدين والرهبان المسيحيين مناصب كأساتذة في هذه الجامعات، كان يتم التدريس فيها كافة المواضيع كللاهوت والفلسفة والقانون والطب والعلوم الطبيعية. وكان عدد الجامعات الأوروبية غداة الإصلاح البروتستانتي قد إزداد كثيرًا إذ أن التنافس الكاثوليكي-البروتستانتي في بناء الجامعات والمؤسسات التعليمية، أدى إلى انتعاش ورفع المستوى في التعليم والعلوم والفكر.
يوجد بأوروبا عدد من أشهر الجامعات في العالم، وتشمل الجامعات البريطانية في كمبردج وأدنبره ولندن وأكسفورد. وتحتل كل من جامعة كامبريدج وأكسفورد كأفضل جامعات في العالم. كما تشمل جامعات أوروبا أيضًا جامعة باجلونيا في كراكوف ببولندا، وجامعة بولونيا بإيطاليا، وجامعة دبلن بإيرلندا وجامعة هايدلبرغ بألمانيا بالإضافة إلى جامعات موسكو وباريس وجامعة روما سابينزا وفيينا بالنمسا. عدد من هذه الجامعات الأوروبية يعتبر من أفضل جامعات العالم مثل جامعة جامعة كامبريدج الثانية على مستوى العالم، وامبريال كوليدج لندن (الثالثة) وجامعة أكسفورد (الخامسة) وكلية لندن الجامعية (السادسة) كما أن عدد من الجامعات السويدية والألمانية والإيطالية والفرنسية والسويسرية وغيرها حسب التصنيف الأكاديمي تحتل بين أفضل 100 جامعة في العالم،
تحتل روسيا الصدارة بين الدول الأوروبية التي في نسبة السكان الحاصلين على شهادة جامعية، تليها أيرلندا وفنلندا والنرويج. ومن بين الدول الأوائل الأوروبية التي تتربع على قائمة الدول العشرة الأكثر تعليمًا في العالم من حيث نسبة السكان الحاصلين على شهادة جامعية والتي أعدتها منظمة التعاون والتنمية الاقتصادية هي المملكة المتحدة، وفنلندا، وجمهورية أيرلندا.

### الاتحاد الأوروبي
- المديرية العامة للبحوث
- مركز البحوث المشتركة

## المنظمة الأوروبية للأبحاث النووي
تٌعد منظمة سرن (اختصاراً لـ«المنظمة الأوروبية للأبحاث النووية» أضخم مختبر في العالم في فيزياء الجسيمات كما يستخدم المصطلح سيرن للإشارة إلى المختبر نفسه. يستعمل الاختصار «سرن» للتعبير عن المنظمة نفسها التي تقوم بتشغيل عدة مختبرات عالمية كبيرة أشهرها حاليا مصادم الهادرونات الكبير واختصاره LHC. كما تعتبر وكالة الفضاء الأوروبية وكالة تطور برامج التعاون الفضائي بين أمم أوروبا الغربية. وقد أنشئت في 30 مايو 1975 باندماج منظمة تطوير إطلاق الصواريخ الأوروبية ومنظمة أبحاث الفضاء الأوروبية التي أنشئت عام 1962.

## المعهد الأوروبي للابتكار والتقانة
جاء تنظيم المعهد الأوروبي للابتكار والتقانة حيز النفاذ في 29 أبريل 2008. حيث كان من خطط المعهد الأوروبي للابتكار والتقانة تكون من رواد الأبحاث الجديدة الجامعية للتميز في أعلى مراتب التعليم والبحث والابتكار. واستند المفهوم الأولي للمعهد الأوروبي للتقانة على سبيل المثال من معهد ماساتشوستس للتقانة، ومزيج من التعليم على مستوى عالمي، والبحوث، والمشاركة العميقة في عمليات الابتكار الفعال. في 18 يونيو 2008، تم اختيار مدينة بودابست عاصمة هنغاريا من قبل دول الاتحاد الأوروبي للاستضافة مقر المعهد.
من أهداف المعهد معهد الأوروبي للابتكار والتقانة:
- الطاقة المستدامة - المراكز المشاركة: كارلسروه، كراكوف، غرونوبل، آيندهوفن / لوفان، برشلونة وستوكهولم.
- التخفيف من تغير المناخ والتكيف - المراكز المشاركة في الموقع: لندن، زيوريخ، برلين، باريس وراندستاد منطقة العاصمة.
- المعلومات في المستقبل والاتصالات - المراكز المشاركة في الموقع: برلين، ايندهوفن، هلسنكي، باريس وستوكهولم.

## المؤسسات وتشجيع إجراء البحوث
- مجلس البحوث الأوروبي
- المنظمة الأوروبية للبيولوجيا الجزيئية

## منظمات البحوث
- المنظمة الأوروبية للأبحاث النووية
- المعهد الأوروبي للابتكار والتقانة
- مختبر البيولوجيا الجزيئية الأوروبي
- وكالة الفضاء الأوروبية
- معهد عناصر ما بعد اليورانيوم
- معهد المواد المرجعية والمقاييس
- معهد لحماية والأمن للمواطن
- معهد البيئة والاستدامة
- معهد للصحة وحماية المستهلك
- معهد للطاقة
- معهد الدراسات التكنولوجية الواعدة